# Filippo Romano
Filippo Romano (Francavilla di Sicilia, 25 settembre 1907 – Bergamo, 5 aprile 1990) è stato un magistrato italiano.
Presidente aggiunto onorario della Suprema Corte di Cassazione, titolare di importanti incarichi direttivi (Presidente del Tribunale di Caltagirone e del Tribunale di Trapani, Procuratore generale aggiunto e Presidente di Sezione della Corte d'Appello di Messina).

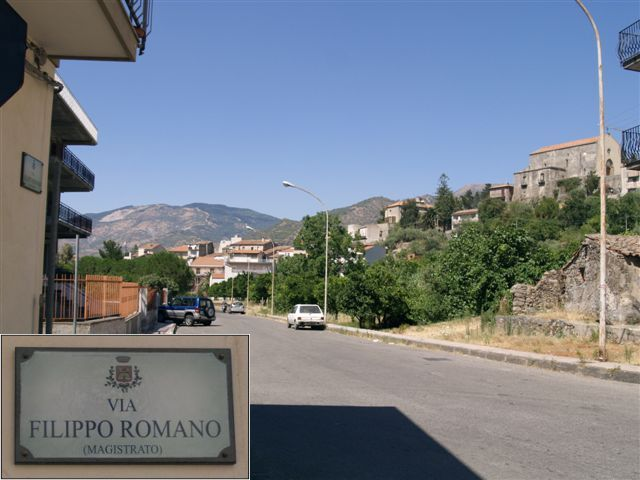
Francavilla di Sicilia - Via intitolata a Filippo Romano

## Biografia
Entra in Magistratura nel luglio del 1931, e ricopre successivamente gli incarichi di Pretore presso gli uffici giudiziari di Castrovillari (CS), Petilia Policastro (KR), Corigliano Calabro (CS), Naso (ME), Reggio Calabria, Melito Porto Salvo (RC), e quindi, dal 1946, l'incarico di giudice ordinario presso il Tribunale di Messina.
Nel 1951, ad appena quarantaquattro anni d'età, viene promosso Consigliere di Corte d'appello a seguito di un concorso per merito distinto, e viene nominato Presidente del Tribunale di Caltagirone (CT) e nel 1953 Sostituto procuratore generale presso la Procura generale di Messina, della quale diviene Procuratore generale aggiunto nel 1960.
Conclude la carriera come Presidente di Sezione della Corte d'appello di Messina e con la qualifica di Presidente aggiunto onorario della Suprema Corte di Cassazione.
Il Comune di Francavilla di Sicilia nel 2010 gli ha intitolato una via del paese.